# Carlos López Otín
Carlos López Otín (Samianigo, província d'Osca, 22 de desembre de 1958) és un bioquímic aragonès, actualment catedràtic a l'àrea de Bioquímica i Biologia Molecular en el departament de Bioquímica (Edifici Santiago Gascón) de la facultat de Medicina de la Universitat d'Oviedo, destacant els seus treballs de recerca en malalties com el càncer, l'artritis o de malalties hereditàries.
Dirigeix, al costat d'Elías Campo el projecte espanyol per a la seqüenciació del genoma de la leucèmia limfàtica crònica, inscrit en el Projecte Internacional del Genoma del Càncer (Consorci Internacional del Genoma del Càncer).

## Dades biogràfiques i acadèmics
Va néixer l'any 1958 a Samianigo (Osca). Obté el doctorat en la Universitat Complutense de Madrid el 1984. Posteriorment realitza una estada post-doctoral en el laboratori d'Eladio Viñuela al Centre de Biologia Molecular "Severo Ochoa", a Madrid. El 1987 s'incorpora al Departament de Bioquímica i Biologia Molecular de la Universitat d'Oviedo, on dirigeix un grup de recerca bàsica de biologia molecular.
Des de 1993 catedràtic a l'àrea de Bioquímica i Biologia Molecular en el departament de Bioquímica (Edifici Santiago Gascón) de la facultat de Medicina de la Universitat d'Oviedo.
Des de 2011, presideix el jurat del Premi Banc Sabadell de Recerca Biomèdica. El 3 de desembre de 2015 va ser investit doctor Honoris causa per la Universitat de Saragossa, amb una lliçó magistral titulada “Viaje al centro de la vida en la era genómica”.

## Treballs

### Descobriment de gens codificantes associats al càncer
Descobriment i recerca de més de 60 nous gens humans codificants de proteïnes associats a malalties com el càncer i anàlisi de les seves funcions en la progressió tumoral i en altres processos normals i patològics.
- Troballa de la proteïna colagenasa-3, present en processos tumorals i en malalties artrítiques i inflamatòries.

### Seqüenciació del genoma de la LLC
La seqüenciació del genoma de la LLC ha estat duta a terme pel Projecte espanyol per a la seqüenciació del genoma de la LlC -amb la participació de més de 60 investigadors de diverses institucions investigadores i sanitàries- dirigits per Elías Campo i Carlos López Otín dins del Projecte Internacional del Genoma del Càncer (International Cancer Genome Consortium).

### Diversos
A més ha contribuït a la notació del genoma humà i de diversos organismes modelo. Del seu laboratori han sortit treballs que han obert les portes a importants vies de recerca per a patologies com el càncer, l'artritis o per a una desena de malalties hereditàries. També és responsable de la seqüenciació del genoma del ximpanzé.

## Algunes publicacions
- López-Otín, C., Matrisian, L. M. Emerging roles of proteases in tumour supression. Nature Rev Cancer, 7(10), 800-808 (2007)
- Mariño, G., Salvador-Montoliu, N., Fueyo, A., Knecht, E., Mizushima, N., López-Otín, C. Tissue specific autophagy alterations and incresed tumorigenesis in mice deficient in Atg4C/autophagin-3. J.Biol.Chem., 282 (25), 18573-18583 (2007)
- Varela, I., Cadiñanos, J.,Pendás, A.M., Gutiérrez-Fernández, A., Folgueras, A.R., Sánchez, L.M., Zhou, Z., Rodríguez, F.J., Stewart, C.L., Vega, J.A., Tryggvason, K., Freije, J.M., López-Otín, C. Accelerated ageing in mice deficient in Zmpste24 protease is linked to p53 signalling activation. Nature, 437, 564-568 (2005)
- Liu, B., Wang, J., Chan, K.M., Tjia, W.M., Deng, W., Guan, X., Huang, J., Li, K., Chau, P.Y., Chen, D.J., Pei, D., Pendás, A.M., Cadiñanos, J., López-Otín, C., Tse, H.F., Hutchison, C., Chen, J., Cao, Y., Cheah, K.S.E., Tryggvason, K., and Zhou, Z. Genomic instability in laminopathy-based premature aging. Nature Medicine, 11, 780-785 (2005)
- The chimpanzee Sequencing and Analysis Consortium (including Puente, X.S., Velasco, G. & López-Otín, C.). Initial sequence of the chimpanzee genome and comparison with the human genome. Nature, 437, 69-87 (2005)
- Rat Genome Sequencing Project Consortium (including Puente, X.S. & López-Otín, C.) Genome sequence of the brown Norway rat yields insights into mammalian evolution. Nature, 428, 493-521 (2004)
- Balbín, M., Fueyo, A., Tester, A.M., Pendás, A.M., Pitiot, A.S., Astudillo, A., Overall, C.M., Shapiro, S.D. & López-Otín, C. Loss of collagenase-2 confers increased skin tumor susceptibility to male mice. Nature Genet 35, 252-257 (2003)
- Puente, X.S., Sánchez, L.M., Overall, C. & López-Otín, C. Human and mouse proteases: a comparative genomic approach. Nature Rev Genet 4, 544-558 (2003)
- Cal, S., Quesada, V., Garabaya, C. & López-Otín, C. Polyserase-I, a human polyprotease with the ability to generate independent serine protease domains from a single translation product. Proc Natl Acad Sci USA 100, 9185-90 (2003)
- Pendás, A.M. et al. Defective prelamin A processing and muscular and adipocyte alterations in Zmpste24 metalloproteinase-deficient mice. Nature Genet 31, 94-9 (2002)
- López-Otín, C. & Overall, C.M. Protease degradomics: a new challenge for proteomics. Nature Rev Mol Cell Biol 3, 509-19 (2002)
- Overall, C.M. & López-Otín, C. Strategies for MMP inhibition in cancer: innovations for the post-trial era. Nature Rev Cancer 2, 657-72 (2002)
- Freije, J. M., Diez-Itza, I., Balbín, M., Sánchez, L. M., Blasco, R., Tolivia, J., López-Otín, C. Molecular cloning and expression of collagenase-3, a novel human matrix metalloproteinase produced by breast carcinomas. J. Biol. Chem 269, 16766-16773 (1994)[7]

## Mèrits i premis
- 1995 Premi Nacional d'Oncologia Fundació Echevarne
- 2004 Premi Rei Jaume I
- 2006 El 25 d'octubre és nomenat acadèmic de nombre de la Reial Acadèmia de Ciències Exactes, Físiques i Naturals
- 2008 Premi Nacional d'Investigació Santiago Ramón y Cajal a l'àrea de Biologia.
- 2009 El 23 de desembre per acord de la Junta de Govern de l'Ajuntament, va ser nomenat Fill Adoptiu de la ciutat d'Oviedo
- 2010 A l'octubre és nomenat membre permanent de l'Organització Europea de Biologia Molecular (EMBO), una de les institucions de major prestigi internacional
- 2010 Premi «Jiménez Díaz», que va recollir el 18 de maig de per la seva trajectòria investigadora
- 2011 L'Amuravela d'or, prestigiós guardó que concedeix anualment l'associació Amics de Cudillero
- 2012 Premi «Mèxic» de Ciència i Tecnologia 2011, que va rebre el 9 de maig de mans del president mexicà Felipe Calderón
- 2013 El 2 de juliol va ser nomenat membre d'honor del Reial Institut d'Estudis Asturians (RIDEA) en el consell general de la institució
- 2013 Premi Carmen i Severo Ochoa
- 2014 Premi Internacional de Recerca Oncològica Científica i Tècnica-Fundació el Roserar
- 2015 Doctor Honoris causa per la Universitat de Saragossa
- 2016 Fill predilecte de Samianigo
- 2016 Premio Aragó 2016